# Nevil Shute
Nevil Shute Norway (Londen, 17 januari 1899 – Melbourne, 12 januari 1960) was een Engels romanschrijver en vliegtuigbouwer. Hij overleed in 1960 op bijna 61-jarige leeftijd in Australië, waar hij na de Tweede Wereldoorlog naartoe geëmigreerd was uit onvrede over de Britse overheidsbureaucratie.
In de oorlog was hij nauw betrokken bij het ontwikkelen van diverse bewapeningssystemen voor de luchtmacht, wat hij beschreef in zijn boek Most Secret (niet in het Nederlands vertaald).
Een groot aantal van zijn boeken is in meerdere talen uitgegeven en een aantal is verfilmd, met sterren als Gregory Peck en Marlene Dietrich. Zijn bekendste werk is wel On the beach (vertaald in het Nederlands als De laatste oever). Dit boek beschrijft de laatste maanden van het menselijk bestaan op aarde, nadat het noordelijk halfrond is vernietigd door een atoombomaanval en alleen de bevolking van Australië nog enige tijd te leven heeft.
In de jaren 1924–1931 was Shute nauw betrokken bij de bouw van het Engelse luchtschip HMA R100, dat met succes heen en weer vloog naar Canada. Hij vertelt hierover in zijn autobiografie Slide Rule (niet in het Nederlands vertaald). Het was een soort wedstrijd met de HMA R101, die in Noord-Frankrijk op de eerste reis verongelukte en verbrandde. Het boek is  bijzonder omdat Shute zowel een ingenieur als een goed schrijver was, zodat het een unieke weergave van een technische ontwikkeling geworden is.
Rond 1979 schreef de journalist John G. Fuller een boek over de beide Engelse luchtschepen HMA R100 en HMA R101 onder de titel The airman who would not die. Daarin wordt Nevil Shute ook meerdere keren beschreven als een deskundig insider.
Andere werken van Nevil Shute, met Nederlandse vertalingen:
- Round the Bend (Onder de sterren der woestijn), een poging Oost en West te verbinden
- Pied Piper (Geleide / Kinderen kwamen tot hem / Kruistocht der Liefde)
- No Highway in the Sky (Spel met de dood)
- A Town Like Alice (Finale als voorspel)
- The Far Country (Land in de verte)
- An Old Captivity (De droom van Ross)
- Trustee in the Toolroom (Diamanten voor Janice)
- Checkerboard ('s Mensen schaakspel)
- Marazan (niet in het Nederlands vertaald?)
- So disdained (U.S. titel The Mysterious Aviator) (De paria / De verrader / De mysterieuze aviateur)
- Beyond the Black Stump (Ergens waar de wereld ophoudt)
- In the Wet (De man van morgen)
- The Rainbow and the Rose / (Geen leven zonder droom)
- Requiem for a Wren (Gebed voor een vrouw)
- What Happened to the Corbets (Tussen de scherven van het geluk)
- On the Beach (De laatste oever)
- Pastorale (Pastorale)
- Ruined city (niet in het Nederlands vertaald)
- Most secret (niet in het Nederlands vertaald)
- Pilotage (niet in het Nederlands vertaald)
- Stephen Morris (niet in het Nederlands vertaald)
- Lonely Road (niet in het Nederlands vertaald)

De laatste twee zijn het vermelden waard vanwege de personages uit de beginperiode van de luchtvaart, met onder andere pakketdiensten met watervliegtuigen vanaf schepen.
Shute schreef ook een toneelstuk over Groenland met de titel Vinland the Good, dat deels terug te vinden is in An Old Captivity (De droom van Ross).
In 2000 is er een postume uitgave verschenen onder de titel Seafarers, met een plot tussen Requiem for a Wren en The Far Country in, dat is bewerkt door de sitebeheerder van nevilshute.org uit de beschikbare aantekeningen die bij de universiteit van Broken Hill in Melbourne zijn ondergebracht. De Nevil Shute Foundation houdt op gezette tijden op verschillende locaties in Engeland, Amerika of Australië bijeenkomsten voor fans, waarop zijn beide dochters meestal ook aanwezig zijn. De redacteur van de nieuwsbrief van de Nevil Shute Foundation is al enige jaren een Nederlander, die onder andere speurwerk deed naar de vroegere zeilboot van Nevil Shute, de Runagate, die teruggevonden is in Newcastle. 
Omdat de boeken in Engeland, Amerika en Australië bij verschillende uitgeverijen verschenen in gebonden en/of pocket/paperback uitvoering is er in het Engels en Nederlands soms met verschillende titels gewerkt. Een goede bibliografie met exacte jaartallen is op de Engelse Wikipedia aanwezig. In Nederland verschenen de gebonden boeken destijds allemaal bij NZH (Noord-/Zuid-Hollandse Uitgeverij Stok). Later verschenen de meeste Nederlandse titels nog eens als goedkope Parel-pocket. Op het internet zijn een paar titels als e-book in diverse formaten te vinden.
Medio 2011 is er een uitgebreide biografie over Nevil Shute verschenen, geschreven door John Anderson, met als titel Parallel Motion, waar veel tot op heden niet of weinig bekende aspecten van Nevil Shute worden besproken. Het bevat ook een reeks foto's en is gebonden uitgegeven bij The Paper Tiger, ISBN 978-1-889439-37-2.